# Aliteracja

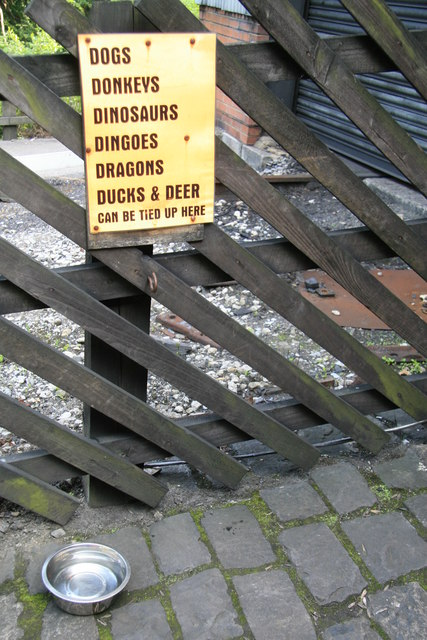
Aliteracja jest nadal żywa w świecie anglosaskim

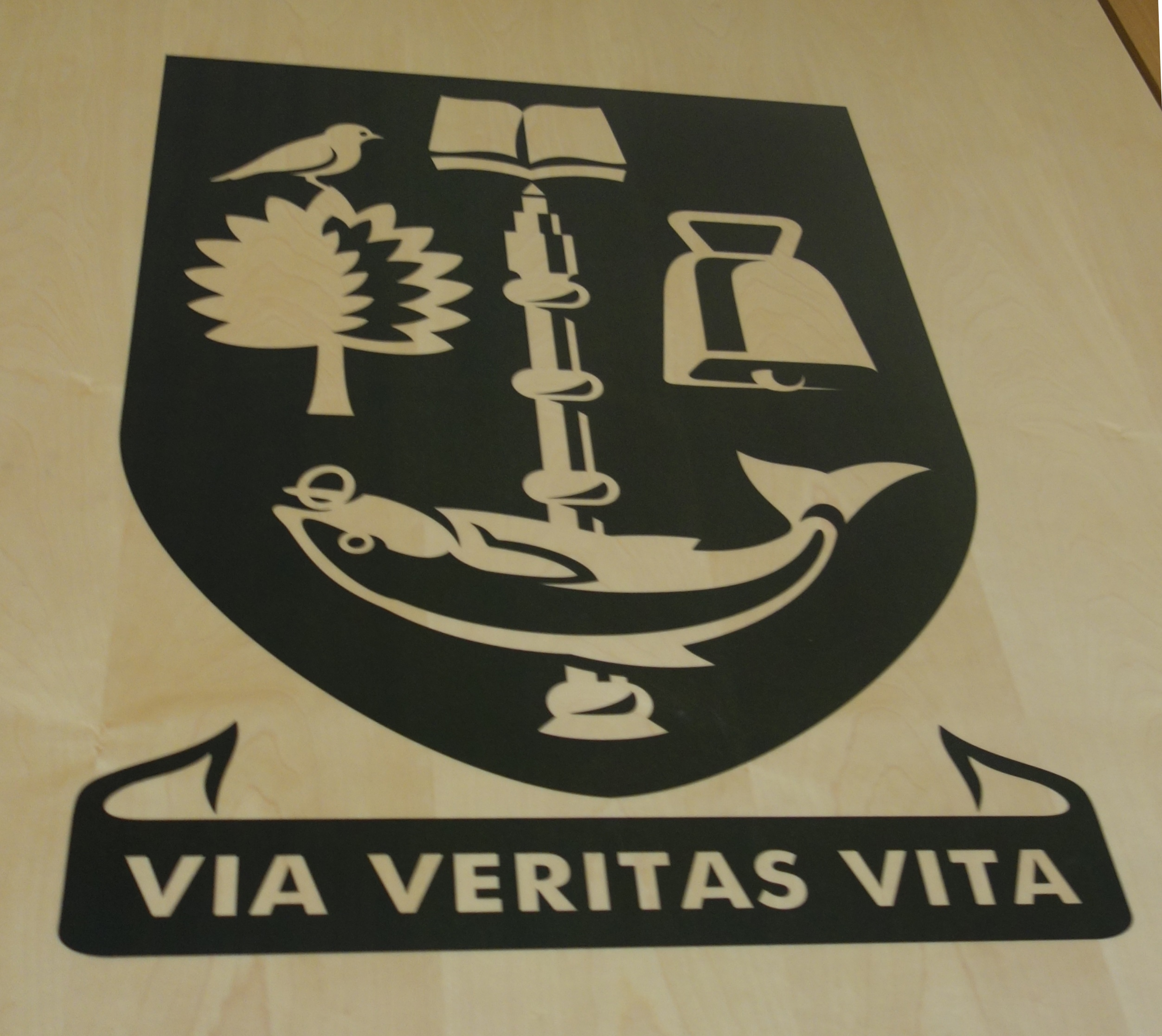
Aliterowane motto Uniwersytetu w Glasgow (J 14, 6)

Aliteracja (z łac. ad + litera) – powtórzenie w celach ekspresywnych jednej lub kilku głosek na początku lub w akcentowanych pozycjach kolejnych wyrazów tworzących zdanie lub wers.

## Historia
Aliteracja często była używana w dawnej poezji, szczególniej w klasycznej greckiej i rzymskiej, oraz w staroangielskiej i średnioangielskiej, staroniemieckiej i skandynawskiej (literatura islandzka). Na aliteracji była oparta wersyfikacja Eddy. W poezji nowożytnej aliteracją posługiwali się zwłaszcza Edgar Allan Poe, Algernon Charles Swinburne i Gerard Manley Hopkins. Aliteracji nie brak również u Williama Szekspira. Stanowiła też często element poezji indyjskiej jako jeden ze środków ozdobnego stylu (alamkara). Aliteracja jest częsta w poezji ludowej. Przykład aliteracji z rzymskiego poety Enniusza: O Tite, tute tati, tibi tanta tyranne tulisti.
Inne przykłady aliteracji:
- biją boże bębny
- przecież pięknie pana przepraszam
- skup skór surowych
- it takes two to tango (ang.) – do tanga trzeba dwojga
- World Wide Web (WWW)
- Veni, vidi, vici (łac., przypisywane Cezarowi) – Przybyłem, zobaczyłem, zwyciężyłem
- Ego sum via et veritas et vita (pl. Ja jestem droga i prawda i życie) – z łacińskiej Ewangelii według św. Jana (14, 6)
- Sancte sator suffragator

legum lator largus dator (Anonim)
- Love’s labour's lost (William Szekspir)
- I sing of brooks, of blossoms, birds, and bowers (Robert Herrick)
- Five miles meandering with a mazy motion (Samuel Taylor Coleridge)
- When tossed on time's tempestuous tide (Pamelia S. Vining)
- Altho' I be the basest of mankind,

From scalp to sole one slough and crust of sin (Alfred Tennyson)
- All the breath and the bloom of the year in the bag of one bee:

All the wonder and wealth of the mine in the heart of one gem:
In the core of one pearl all the shade and the shine of the sea: (Robert Browning)
- on scrolls of silver snowy sentences (Hart Crane)[8]
- Grau, grämlich, griesgram, greulich, Gräber, grimmig,

Etymologisch gleicherweise stimmig, –
Verstimmen uns. (Johann Wolfgang Goethe)
- zwija się zaułek zawiły zagubiony we własnych załomach (Józef Czechowicz)
- Zwierzęca zajadłość. Z zapisków zniechęconego zoologa (Stanisław Barańczak)
- Maria Mater Misericordiae (Maryja Matka Miłosierdzia)
- O tem, że banda i że bat,

że bagno, bunt i brud z obory (Lucjan Szenwald)
- As kingfishers catch fire, dragonflies draw flame (Gerard Manley Hopkins)
- So as they stray'd a swan they saw

Sail stately up and strong,
And by a silver chain she drew
A little boat along (Robert Southey)
- Kinder, Küche, Kirche (slogan popularny w Niemczech)
- Piękna panna Patrycja piła piwo po południu przy płomieniu paleniska, podczas gdy patriota pan Paweł palił papierosa.

Aliteracja występuje także w poezji czeskiej, gdzie jest podkreślona akcentem inicjalnym. Jest obecna w jednej z najstarszych pieśni religijnych Slovo do světa stvořenie. Pojawia się też w Modlitwie Kunhuty. Piotr Gierowski zauważa jej użycie w liryce Bohuslava Reynka.
Sekwencja, w której wszystkie elementy aliterują ze sobą to tautogram.

## Aliteracja a przekład
Problem aliteracji w polskiej poezji i jej tłumaczenia na język niemiecki jest przedmiotem badań naukowych. Kilka przykładów na ekwiwalenty niemieckie (tłumacz: Karl Dedecius):
- Cicho, cicho, nie budźmy śpiącej wody w kotlinie (Kazimierz Przerwa-Tetmajer) – niem. Leise, leise, wir wollen das Wasser im Tal nicht wecken[13]
- Jak bór w borze (Bolesław Leśmian) – niem. Wald im Wald[14]
- Idę młody, genialny, niosę but w butonierce (Bruno Jasieński) – Ich schreite jung, genial, trage im Knopfloch den Schuh[15]
- Bzdury, bujdy, banialuki (Kazimierz Wierzyński) – niem. Narren, Nonsens, Neppvereine[16]
- Warczy windami rozmachu, … (Julian Przyboś) – niem. Es knarrt im Aufzug der Wucht, …[17]

- Straszne mieszkania. W strasznych mieszkaniach – niem. Schreckliche Burgen. Burgen auf Bergen
- Strasznie mieszkają straszni mieszczanie (Julian Tuwim) – niem. Beherbergen schrecklich schreckliche Bürger[18]
- Moreny, mureny i morza i zorze – niem. Moränen, Muränen, und Meeren und Mähren
- Bodziszki, modliszki (Wisława Szymborska) – niem. die Dillen und Grillen[19]